# Raúl Santamarta
Santamarta  Valbuena est un nom espagnol. Le premier nom de famille, en général paternel, est Santamarta ; le second, en général maternel, souvent omis, est Valbuena.
Raúl Santamarta Valbuena (né le 12 octobre 1985 à Oviedo dans les Asturies) est un coureur cycliste espagnol, professionnel de 2008 à 2010.

## Biographie
Raúl Santamarta commence le cyclisme en 1998 au club de sa commune d'Oviedo. Il y court jusqu'en 2005, année où il rejoint l'équipe amateur Seguros Bilbao. Lors de son passage au Pays basque, il se distingue en obtenant quelques victoires et une deuxième place au Tour de Palencia en 2006. 
Pour la saison 2008, il s'engage initialement avec l'équipe Relax, mais celle-ci cesse cependant ses activités. Il parvient finalement à passer professionnel au sein de l'équipe continentale Burgos Monumental. Au cours du printemps, il se classe troisième d'une étape au Circuito Montañés et neuvième du Tour de Navarre. 
En 2010, il termine notamment douzième du Tour de Castille-et-León. À l'issue de cette saison, il met un terme à sa carrière.

## Palmarès
- 2005
  - 2e du Premio Primavera
- 2006
  - Laukizko Udala Saria
  - 2e du Tour de Palencia
- 2007
  - Clásica San Rokillo